# Dirty Deeds Done Dirt Cheap (canción)
«Dirty Deeds Done Dirt Cheap» es una canción de la banda australiana de Hard rock AC/DC. Es el tema que da título a la primera pista de su álbum Dirty Deeds Done Dirt Cheap , lanzado en septiembre de 1976. La letra y música es de autoría de Angus Young, Malcolm Young y Bon Scott.
También fue lanzado como sencillo por primera vez en Australia en octubre de 1976 con la canción "RIP (Rock in Peace)" como lado B, y luego en el Reino Unido en enero de 1977 como Maxi sencillo con "Big Balls" y "The Jack" en su acompañamiento. Una vez que el álbum Dirty Deeds Done Dirt Cheap finalmente fue lanzado en EE. UU. en 1981, el sencillo se publicó con la canción " Highway To Hell ") donde alcanzó el número cuatro en Hot Mainstream Rock Tracks.
La canción ocupó el puesto número 24 en las 40 mejores canciones de metal de VH1 y en 2009 fue catalogada como la trigesimoprimera mejor canción de Hard rock de todos los tiempos según VH1.

## Influencias
La frase "Dirty Deeds Done Dirt Cheap" es un homenaje a los dibujos animados Beany and Cecil que Angus Young vio cuando era un niño. Uno de los personajes de la caricatura llamado Dishonest John, llevaba una tarjeta de negocios que decía: "Dirty Deeds Done Dirt Cheap. Holidays, Sundays, and Special Rates" ("Se hacen actos sucios tan baratos como mugre. Días festivos, domingos y tarifas especiales").

## Controversia
En 1981, Norman y Marilyn White de Libertyville, EE. UU., presentaron una demanda de US$ 250.000 en el Condado de Lake, Illinois, en el "Tribunal de Circuito" en contra de Atlantic Records y sus distribuidores, ya que, según ellos, su número de teléfono se incluyó en la canción, dando como resultado cientos de llamadas telefónicas en forma de broma. Su abogado dijo al Chicago Tribune que los dígitos 36-24-36 mencionados en la canción les seguía un "Hey" por lo que a sus clientes sonaba como un "8", creando así el número de teléfono de la pareja.

## Grabaciones en vivo
"Dirty Deeds Done Dirt Cheap" solo ha sido incluida en un disco oficial en vivo de AC/DC, el AC/DC Live de 1992, cantada por el reemplazo de Scott, Brian Johnson. Esta versión en vivo fue lanzada como sencillo. Un videoclip para el sencillo que fue lanzado, contiene imágenes mezcladas del DVD Live At Donington con otros clips más antiguos. Este videoclip fue lanzado más adelante en el DVD Family Jewels Disco 3, como parte del Box set Backtracks del año 2009.
Una versión anterior con Bon Scott, grabada en vivo en el "Sydney Festival" el 30 de enero de 1977, fue lanzada en el álbum recopilatorio titulado "Long Live The Evolution", realizado por la radio australiana 2JJ. Esta versión en vivo fue incorporada más adelante en el álbum Backtracks (CD 2).
En el año 2007 en el DVD Plug Me In tres pistas del CD bonus de Best Buy, contenía una versión en vivo de Detroit, Míchigan, desde el Joe Louis Arena.

## Sencillo

### Versión australiana (Dirty Deeds Done Dirt Cheap) (1976)
| Lado A |                               |                   |          |  |
| N.º    | Título                        | Escritor(es)      | Duración |  |
| 1.     | «Dirty Deeds Done Dirt Cheap» | Scott/Young/Young | 4:15     |  |

| Lado B |                          |                   |          |  |
| N.º    | Título                   | Escritor(es)      | Duración |  |
| 2.     | «R.I.P. (Rock in Peace)» | Scott/Young/Young | 3:34     |  |

### Versión británica (Grab Hold Of This One!) (1977)
| Lado A1 |                               |                   |          |  |
| N.º     | Título                        | Escritor(es)      | Duración |  |
| 1.      | «Dirty Deeds Done Dirt Cheap» | Scott/Young/Young | 3:46     |  |

| Lado A2 |             |                   |          |  |
| N.º     | Título      | Escritor(es)      | Duración |  |
| 2.      | «Big Balls» | Scott/Young/Young | 2:39     |  |

| Lado B |            |                   |          |  |
| N.º    | Título     | Escritor(es)      | Duración |  |
| 3.     | «The Jack» | Scott/Young/Young | 5:50     |  |

### Versión en vivo (1992)
| N.º | Título                                            | Escritor(es)        | Duración |  |
| 1.  | «Dirty Deeds Done Dirt Cheap» (Live)              | Scott/Young/Young   | 5:00     |  |
| 2.  | «Shoot to Thrill» (Live at Donington)             | Johnson/Young/Young | 5:36     |  |
| 3.  | «Dirty Deeds Done Dirt Cheap» (Live at Donington) | Scott/Young/Young   | 5:04     |  |

## Versiones de otras bandas

### En estudio
- Una parodia de la canción fue grabada por Bob Rivers llamada, "Dirty Deeds Done With Sheep".
- Hayseed Dixie grabó una versión Bluegrass para sus álbumes A Hillbilly Tribute to AC/DC y Let There Be Rockgrass. This version replaces Bon Scott's scream with singer John Wheeler's loud belch at the end.
- Kerri-anne Kennerley grabó la canción para su álbum Andrew Denton's Musical Challenge lanzado en 2001.
- Joan Jett and the Blackhearts logró un mediano éxito con su grabación en 1990.
- Un cover de esta canción fue grabado por la banda de thrash metal Exodus para el álbum Tempo of the Damned.
- La banda de Queercore Pansy Division también grabó una parodia titulada: "Dirty Queers Don't Come Cheap".
- Lesley Gore grabó un cover para su álbum When Pigs Fly.
- Graveyard BBQ también hizo un cover de esta canción para su álbum Greatest Hits Volume Two.
- The Atomic Bitchwax grabó esta canción en su EP Spit Blood.
- En la primera temporada de la serie de televisión How I Met Your Mother, Barney Stinson aparece cantando esta canción en un karaoke.

### En vivo
- Local H la interpretó en vivo mezclada con su canción "Bound for the Floor" durante su gira del 2008 en apoyo de su álbum Twelve Angry Months.
- The Nightwatchman tocó esta canción durante su gira del 2008.

## Posición en listas
| Lista (1976)              | Máxima Posición |
| ------------------------- | --------------- |
| New Zealand Singles Chart | 34              |
| UK Singles Chart          | 47              |

## Usos en cultura popular
- Una parodia de esta canción apareció en Los Simpsons, en el episodio de "Sex, Pies and Idiot Scrapes".
- Una versión de esta canción aparece en la película del año 2011 Bridesmaids.
- El personaje Barney Stinson, interpretado por Neil Patrick Harris, en la serie How I Met Your Mother canta la canción en un bar de karaoke.
- En el manga Steel Ball Run el "stand" del antagonista Funny Valentine se llama "Dirty Deeds Done Dirt Cheap", abreviado D4C.
- En la cuarta temporada episodio siete de Cobra Kai titulado "Minefields" aparece la canción de fondo mientras Johnny Lawrence como sensei de su dojo "Eagle Fang Karate" entrena con rudeza a sus estudiantes para el quincuagésimo primero torneo de Karate All Valley.
- Un fragmento de la canción suena en la película de 2023 We Have a Ghost.[8]

## Personal

### Banda
- Bon Scott – vocalista
- Angus Young – guitarra líder, coros
- Malcolm Young – guitarra rítmica, coros
- Mark Evans – bajo
- Phil Rudd – batería

### Producción
- Harry Vanda - productor
- George Young - productor

## Recursos
- AC/DC Two Sides to Every Glory por Paul Stenning